# Jerez (Messico)
Jerez è una municipalità dello stato di Zacatecas, nel Messico centrale, il cui capoluogo è la località di Jerez de García Salinas.
Conta 57.610 abitanti (2010) e ha una estensione di 1.541,75 km².
Il nome della municipalità ricorda la città spagnola di Jerez de la Frontera.